# Kche Čching-š’
Kche Čching-š’ (čínsky pchin-jinem Kē Qìngshī, znaky tradiční 柯慶施; 10. října 1902 – 9. dubna 1965) byl čínský komunistický politik. Roku 1922 vstoupil do Komunistické strany Číny, ve 20. a 30. letech působil jako stranický aktivista, generální sekretář ÚV KS Číny (1931–1933), ve 30. letech působil v ilegalitě na kuomintangských územích v severní Číně. Od roku 1939 vykonával funkci zástupce vedoucího oddělení jednotné fronty ÚV KS Číny, po roce 1945 pracoval v komunistické administrativě v severní Číně. Po vzniku Čínské lidové republiky roku 1949 byl přeložen do Nankingu (starosta a tajemník stranické organizace), poté vedl provincii Ťiang-su jako první tajemník provinčního výboru strany (1952–1954). Od roku působil v Šanghaji jako první tajemník městského výboru strany a starosta (od 1958). Byl členem ústředního výboru KS Číny (od 1956) a politbyra (od 1958). Začátkem roku 1965 se stal místopředsedou státní rady (vlády).

## Život
Kche Čching-š’ se narodil v okrese Še v provincii An-chuej. V roce 1920 vstoupil do Čínské socialistické ligy mládeže. Začátkem roku 1922 se v řadách čínské delegace (v níž byli mimo jiné Čang Kuo-tchao a Teng Pchej) zúčastnil sjezdu národů Dálného východu v Petrohradě a Moskvě. Po návratu do Číny vstoupil do Komunistické strany Číny. Působil jako stranický aktivista, v letech 1924–1926 žil ve Vladivostoku, roku 1927 se stal tajemníkem prozatímního výboru strany v An-chueji, později tajemníkem stranické organizace jednoho šanghajského okresu, vedoucím politického oddělení 8. armády (jednoho z komunistických oddílů). V letech 1931–1933 zastával funkci generálního sekretáře ústředního výboru KS Číny. Roku 1933 byl přeložen na místo tajemníka chepejského provinčního výboru strany, odpovídal za aktivity protijaponského odboje v Čacharu, od roku 1935 se kromě funkce v Che-peji stal i tajemníkem severního byra ÚV KS Číny.
Od roku 1939 pracoval v ústředí komunistické strany v Jen-anu, jako zástupce vedoucího (Wang Minga) oddělení jednotné fronty ústředního výboru KS Číny. Během kampaně za nápravu stylu práce v první polovině 40. let byl terčem podezření, že je nepřátelský agent, kvůli své dlouholeté práci v ilegalitě na kuomintangském území. Nedůvěru vnitrostranické bezpečnosti si vysloužil i úzkou spoluprací s Wang Mingem, sice členem politbyra, ale Mao Ce-tungovým oponentem a v letech 1937–1938 soupeřem v zápasu o vedení strany. Problémem byl zřejmě i špatný vztah s Liou Šao-čchim, členem politbyra a organizátorem kampaně, Liou totiž roku 1936 po převzetí vedení severního byra ÚV odvolal Kchea z vedení organizačního oddělení byra a kritizoval dosavadní politiku byra. Kche Čching-š’ odmítl jakékoli podezření ze zrady strany, odmítl i jakkoli vypovídat proti Wang Mingovi. Nakonec byl očištěn a zachoval si podporu Mao Ce-tunga, nicméně jeho manželka pod tlakem vyšetřovatelů a aktivistů kampaně spáchala začátkem roku 1943 sebevraždu.
Po roce 1945 působil ve vládě oblasti Ťin-Čcha-Ťi (pomezí provincií Šan-si, Čachar a Che-pej), od konce roku 1947 byl prvním komunistickým starostou Š’-ťia-čuangu (významného města v Che-peji). Po vzniku Čínské lidové republiky byl na podzim 1949 přeložen do Nankingu jako jeho starosta, v srpnu 1950 byl zvolen i tajemníkem nankingského městského výboru KS Číny. V listopadu 1952 byla zřízena provincie Ťiang-su, Kche Čching-š’ se v ní stal prvním tajemníkem provinčního výboru strany. V říjnu 1954 byl zvolen prvním tajemníkem šanghajského městského výboru KS Číny a v listopadu 1958 i starostou Šanghaje a komisařem nankingského vojenského okruhu. Byl členem východočínského vojensko-administrativního výboru (1949–1953) a východočínského administrativního výboru (1953–1954). Významným regionálním funkcím odpovídal i jeho postup v centrálních stranických orgánech, delegáti VIII. sjezdu KS Číny ho zvolili do ústředního výboru, v květnu 1958 se stal i členem politbyra. Po obnovení východočínského byra ÚV KS Číny v listopadu 1960 (existovalo předtím v letech 1949–1954) se stal jeho prvním tajemníkem. V lednu 1965 byl jmenován místopředsedou státní rady (vlády). Kromě vysokých funkcí a úřadů k jeho prestiži přispívala i dávná návštěva Sovětského svazu v roce 1922, od konce 30. let totiž byl jediným čínským komunistou, který se  setkal s Leninem a potřásl si s ním rukou.
V 50. a první polovině 60. let patřil Kche k nejrozhodnějším podporovatelům Mao Ce-tunga a jeho kampaní (hnutí sta květů a kampaň proti pravičákům a zejména Velký skok vpřed) a kritikům umírněnější politiky Liou Šao-chiho a dalších členů vedení strany. Od počátku 60. podporoval Ťiang Čching a její šanghajské spojence v akcích namířených proti Liou Šao-čchimu.
Na jaře 1964 onemocněl rakovinou plic, po operaci se zotavoval v Šanghaji, Pej-taj-che a Kantonu. Dne 9. dubna 1965 zemřel v Čcheng-tu během inspekce průmyslových podniků (s Che Lungem a Nie Žung-čenem) budovaných v rámci akce „třetí fronty“.